# Protestrabbiner
Protestrabbiner war ein von Theodor Herzl, dem Begründer des politischen Zionismus, geprägter und fortan polemisch gebrauchter Pauschalbegriff für Rabbiner, die sich negativ gegenüber dem Zionismus positionierten und/oder äußerten.

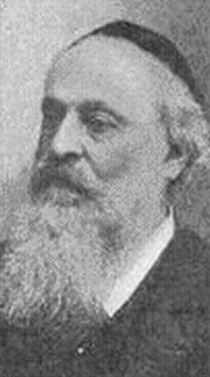
Moritz Güdemann, Oberrabbiner aus Wien, der die Schrift „Nationaljudentum“ gegen Herzls Zionismus publizierte

In Vorbereitung auf die Veröffentlichung seiner Schrift Der Judenstaat. Versuch einer modernen Lösung der Judenfrage (1896) versuchte Herzl, den Oberrabbiner des Wiener Judentums, Moritz Güdemann, auf die zionistische Seite zu bewegen und legte ihm seinen Aufsatz vor der Veröffentlichung vor. Güdemanns anfangs positive Verbindung zu Herzls Projekt wandelte sich nach der Kenntnis dessen Manuskripts Der Judenstaat, dem er aus theologischen Gründen widersprach. Herzls Zionismus war beeinflusst von den Staatstheorien Machiavellis und Hegels, dem nationalstaatlichen Denken des 19. Jahrhunderts, weit mehr als von den religiösen Überlieferungen des Judentums. Güdemann bekämpfte Herzls Projekt mit seiner antizionistischen Gegenschrift Nationaljudenthum (1897), in der er die Auffassung der Zionisten kritisierte, das Judentum sei eine Nation und keine Religion. Güdemann publizierte seine Gegenschrift vor dem ersten Zionistenkongress in Basel von 1897, im gleichen Verlag, in dem Herzls Schrift erschienen war. Güdemann legte dar, dass ein Nationaljudentum seit der Zerstörung des zweiten Tempels in Jerusalem nicht mehr existiere, dass das Judentum eine Weltreligion sei, und ein unversöhnlicher Gegensatz zwischen Judentum und jüdischer Nationalität bestehe. Das Nationaljudentum sei „ein Produkt zu weit gehender Assimilation, insofern es den nationalen Chauvinismus der Gegenwart auf das Judenthum überträgt“. Ein Judentum „mit Kanonen und Bajonetten würde die Rolle David’s mit der Goliath’s vertauschen und eine Travestie seiner selbst sein“.
Im Juli 1897 hatte der geschäftsführende Vorstand des Rabbinerverbandes in Deutschland eine gegen wesentliche zionistische Vorstellungen und insbesondere gegen die Ausrichtung des ersten Zionistenkongresses gerichtete „Protesterklärung“ in der Allgemeinen Zeitung des Judentums, dem Berliner Tageblatt und andernorts veröffentlicht. Darin hieß es, die „Bestrebungen sogenannter Zionisten, in Palästina einen jüdisch-nationalen Staat zu gründen“, widersprächen der messianischen Hoffnung der jüdischen Religion. Vielmehr seien die Mitglieder verpflichtet, die nationalen Interessen ihres jeweiligen Vaterlands zu fördern und, was kein Widerspruch hierzu sei, den Aufbau jüdischer landwirtschaftlicher Siedlungen in Palästina zu unterstützen, die nicht auf die Gründung eines Staates ausgerichtet seien. Nach der Veröffentlichung dieser Erklärung des Rabbinerverbandes setzte sich Herzl dafür ein, dass der geplante erste Zionistenkongress von München nach Basel verlegt wurde.
Die Unterzeichnenden waren:

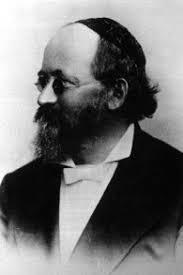
Márkus Horovitz, orthodoxer Rabbiner in Frankfurt am Main

- Siegmund Maybaum, Berlin (liberal[5]);[6]
- Márkus Horovitz, Frankfurt am Main (gemeindeorthodox[4]);
- Jakob Guttmann, Breslau (liberal[4]);
- Sigmund Selig Aviëzri Auerbach, Halberstadt (orthodox geführte Einheitsgemeinde[4]);[7]
- Mose Cosman Werner, München (liberal[4]).[8]

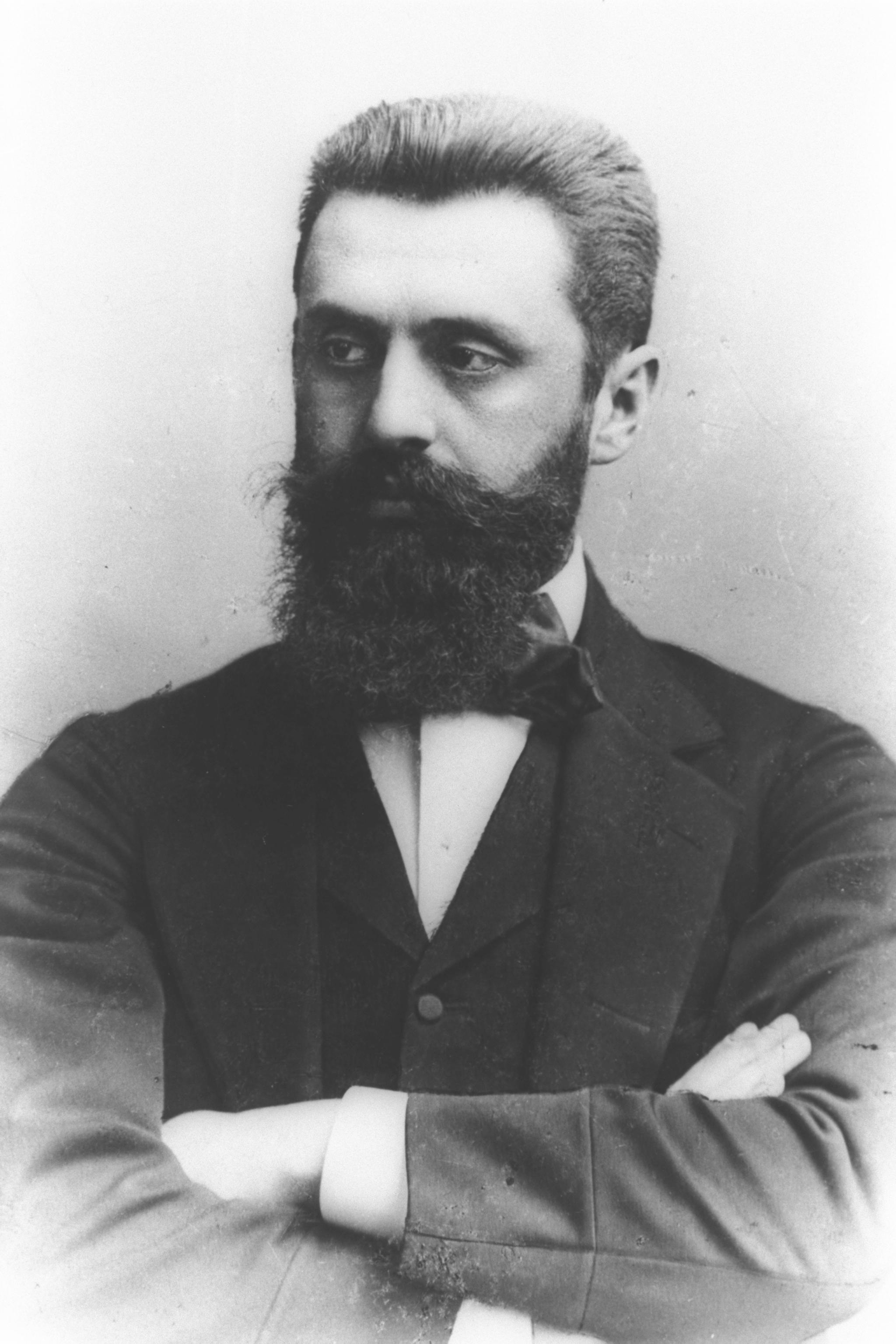
Theodor Herzl (1898)

Herzl antwortete darauf mit seinem Leitartikel Protestrabbiner im zionistischen Zentralorgan Die Welt vom 16. Juli 1897; die entsprechenden Rabbiner belegte Herzl dann stereotyp mit dem Titel „Protestrabbiner“.
Im Kampf gegen die Protestrabbiner traten neben Herzl vor allem die Rabbiner Isaak Rülf (1831–1902) und Ahron Marcus (1843–1916) hervor. Der Rabbiner Selig Gronemann (1843–1918) war einer der wenigen deutschen Rabbiner, der sich ihnen nicht angeschlossen hatte.
Die Konferenz der deutschen Zionisten in Bingen am 11. Juli 1897 (initiiert und geleitet von Max I. Bodenheimer) erbrachte als eines der Ergebnisse auch eine Resolution gegen die Protestrabbiner.
Für den zweiten Zionistenkongress (Ende August 1898 in Basel) wurde dann die Parole der „Eroberung der Gemeinden“ ausgegeben. Auch danach gab es noch bedeutenden Widerstand gegen den Zionismus aus dem orthodoxen Lager. Auf die Nachricht hin, eine Gruppe von russischen orthodoxen Rabbinern beabsichtige, nach dem Vorbild der deutschen Protestrabbiner „wider den Zionismus den Bannfluch zu schleudern“, verfasste Max E. Mandelstamm an diese einen offenen Brief, der in der Welt (III/14) vom 7. April 1899 abgedruckt wurde.
Siebzig Jahre nach der Veröffentlichung der Protesterklärung lebten fast alle Kinder, Enkel und Urenkel der Unterzeichner in Israel.